# Geoffroy II de Bretagne
Geoffroy II de Bretagne (né le 23 septembre 1158 - mort le 19 ou le 21 août 1186 à Paris,, à l'âge de 27 ans) est le fils du roi d’Angleterre, duc de Normandie et comte d’Anjou Henri II et d’Aliénor d’Aquitaine, duchesse d’Aquitaine. Geoffroy est intronisé duc de Bretagne à Rennes en 1169 du fait de sa fiancée Constance de Bretagne. Son père assure l'administration comme baillistre du duché jusqu'en 1181. Le court règne personnel de ce prince (1181-1186) est marqué par l'influence angevine de la dynastie Plantagenêt et la codification de nouvelles coutumes : l'Assise au comte Geoffroy, le premier acte législatif pris à l'échelle du duché par un duc de Bretagne.

## Biographie

### Origine
Geoffroy est le jeune frère de Guillaume (1153-1156), d'Henri le Jeune (1155-1183), de Mathilde, duchesse de Saxe (1156-1189), et de Richard Ier Cœur de Lion (1157-1199). Il est également le frère aîné d'Aliénor, reine de Castille (1161-1214), de Jeanne, reine de Sicile (1165-1199) et de Jean sans Terre (1166-1216).
Sa mère, Aliénor d'Aquitaine, est anciennement reine de France par son mariage à Louis VII de France, Geoffroy est donc le demi-frère maternel de Marie de France (1145-1198) et d'Alix de Blois (1150-1195).
Son père, le roi d'Angleterre Henri II, laisse plusieurs enfants illégitimes de diverses maîtresses. Geoffroy est ainsi le demi-frère paternel de Geoffroy, archevêque d'York (1151-1212), de Guillaume de Longue-Épée (1176-1226) et de Morgan (après 1180 – après 1213).

### La domination Plantagenêt
Résolu à enfin régner sur son duché, Conan, petit-fils du duc Conan III le Gros mort en 1148, réussit à arracher le pouvoir à son tuteur Eudon II de Porhoët grâce à l’appui d'Henri II, roi d’Angleterre depuis 1154. L'armée anglo-bretonne réussit à vaincre Eudon II de Porhoët, qui est finalement chassé en 1156. Le dynaste de la maison Plantagenêt en profite pour prendre pied en Bretagne, son aide n'est pas sans contrepartie. Le nouveau duc, Conan IV, cède à Henri II le comté de Nantes. En 1160, il épouse Marguerite de Huntingdon, ce qui le lie définitivement au royaume d'Angleterre.
En 1162, Henri II oblige le puissant seigneur breton Raoul, baron de Fougères, à lui céder la châtellenie de Combourg-Dol dont il vient juste d'être nommé tuteur. Raoul, excédé de l'emprise grandissante du monarque anglais, forme une coalition de grands seigneurs sous la conduite d'Eudon II de Porhoët et d'Hervé de Léon. Proclamé duc en 1156, Conan IV doit abdiquer en 1166 quand Henri II envahit la Bretagne à la tête d'une armée et dévaste les villes insurgées dont Fougères et son château, fief de Raoul. Le duc, trop affaibli pour pouvoir continuer à régner, se voit imposer par Henri II des alliances matrimoniales. Pour mieux contrôler la Bretagne, Henri II fiance deux enfants : son fils Geoffroy âgé de 7 ans et l’héritière Constance, fille de Conan IV et âgée de 4 ans. Henri II se fait reconnaître comme gardien du duché jusqu’à la majorité de Geoffroy.

### Le gouvernement d'HenriII
Un an après l'abdication de Conan IV de Bretagne et la prise de Fougères, Henri II d'Angleterre est de retour an Bretagne. Il se dirige vers le Léon ou Guyomarch IV refuse de se soumettre fort du soutien d'Eudon II de Porhoët qui était devenu son gendre. La campagne du roi d'Angleterre est rapide le Léon est dévasté et selon Robert de Thorigny sa principale forteresse est détruite. Guyomarch IV se soumet et livre des otages comme Eudon qui confie au roi Alix la fille née de son union avec Berthe de Bretagne. Henri II cherche alors à se concilier les nobles bretons; il convoque à sa cour Eudon de Porhoët qui avait conservé à titre viager de vastes domaines dans les comtés de Vannes et de Quimper. Eudon qui s'était allié désormais avec Rolland de Dinan refuse l'invitation sans doute encouragé par Louis VII de France qui était à cette époque en conflit ouvert avec Henri II d'Angleterre, qui effectue une nouvelle expédition en Bretagne en 1168. Il entreprend une grande chevauchée dans la péninsule et s'attaque au domaine propre d'Eudon; la forteresse de Josselin est prise et détruite, dans le comté de Vannes il prend Auray et poursuit son offensive en Cornouaille sans y rencontrer de grande résistance. Le roi d'Angleterre se retourne ensuite contre Rolland de Dinan  et ses alliés. Il ravage la région de la Rance prend le château de Léhon et celui d'Hédé détruit le château de Montmuran et assiège avec succès Becherel. Henri II quitte alors la Bretagne pour rencontrer Louis VII à la Ferté-Bernard.
Malgré les interventions des nobles bretons, le roi des Francs doit engager des pourparlers avec Henri II et au début de 1169 à Montmirail il reconnaît la position prééminente d'Henri II en Bretagne et accepte l'hommage de son fils Henri le Jeune pour la Normandie, le Maine, l'Anjou et la Bretagne. Henri II triomphe; Geoffroy est reçu dans la cathédrale de Rennes pendant l'été 1169 et reçoit à Nantes à Noël l'hommage des vassaux bretons. Le roi d'Angleterre place alors des hommes de confiance dans l'administration de la Bretagne et à la tête des évêchés. Seul l'évêché de Saint-Pol-de-Léon lui échappe car le titulaire du siège Hamon qu'il avait rallié est assassiné pour cela en janvier 1171 par son frère le vicomte Gyomarch IV. Henri II au printemps 1171 engage une campagne pour châtier le rebelle qui préfère se soumettre à Pontorson le 16 mai 1171 et livrer ses châteaux. La même année après la mort de Conan IV il saisit les domaines qu'il avait conservés c'est-à-dire le comté de Guingamp et le comté de Richmond. Eudon de Porhoët tente une nouvelle fois de résister mais il est battu par les mercenaires d'Henri II.
En 1173, une grande révolte embrase l'empire Plantagenêt elle est menée par le fils aîné du roi;  Henri le Jeune appuyé par ses frères Richard et Geoffroy. Eudon de Porhoët et Raoul II de Fougères prennent une nouvelle fois les armes, mais Rolland de Dinan demeure fidèle à Henri II. Les révoltés contrôlent toutefois Fougères, Ancenis et La Guerche de Bretagne. Henri II réagit rapidement il se dirige contre le seigneurs bretons qui s'étaient emparés de Dol-de-Bretagne et les écrase près de la ville. Les vaincus se réfugient dans le donjon de la ville où ils se rendent le 26 août. 82 chevaliers sont faits prisonniers dont Raoul II de Fougères qui ne retrouve la liberté qu'en livrant deux de ses fils en otage et en se réconciliant avec le roi. Les mercenaires d'Henri II poursuivent la campagne ravagent les châteaux de Rougé et de La Guerche, Ancenis est pris par Henri II en personne au printemps 1174.
De 1175 à 1181 Henri II n'intervient plus directement en Bretagne il laisse le soin à son fils Geoffroy et à son « Justicier » Rolland de Dinan , Sénéchal de Bretagne qui avait manifesté sa fidélité en 1173-1174, de maintenir l'ordre. C'est ainsi quand 1177 lorsque Guyomarch IV de Léon et Jarnogon de La Roche-Bernard se révoltent, c'est Geoffroy qui intervient comme en 1179 lors de l'ultime révolte du Vicomte de Léon dont Geoffroy partage les possessions entre les deux fils.

### Règne de Geoffroy

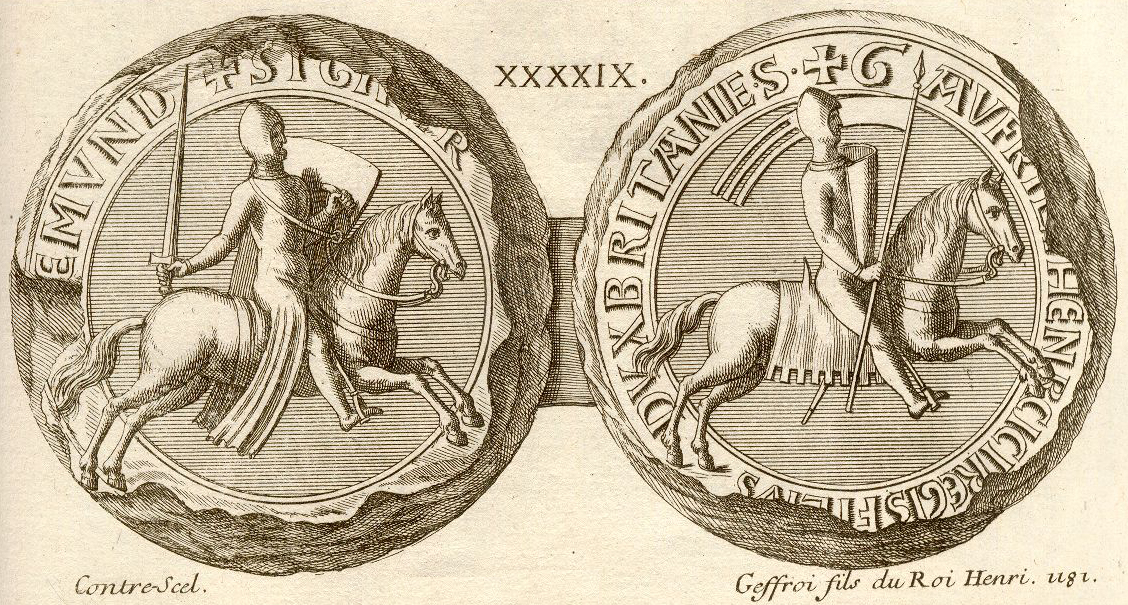
Sceau de Geoffroy.

Le mariage de Geoffroy et de Constance a lieu en juillet 1181, mais le pouvoir effectif de Geoffroy restera bref, car il meurt accidentellement à 28 ans en 1186. Dès 1181-1182, il rejette la tutelle de Rolland de Dinan, prend et brûle sa cité de Bécherel et nomme sénéchal Raoul II de Fougères l'ancien adversaire de son père. Il donne en 1181 confirmation de l'accord conclu entre l'abbaye Saint-Magloire de Paris et le prieuré royal Saint-Magloire de Léhon.
Pendant son règne Geoffroy II a le temps de faire rédiger en 1185 par une assemblée de juristes un texte, l’Assise au Comte Geoffroy qui vise à limiter la division des grands fiefs, ce qui lui vaut la faveur des barons. S'étant rebellé contre son père Henri II qui refuse de l'investir de l'Anjou, il se réfugie à la cour de France. Il meurt des blessures reçues dans un tournoi à Paris, le 19 ou le 21 août 1186,. Il fut inhumé dans le chœur de la cathédrale Notre-Dame de Paris, où son tombeau a disparu lors du nouvel aménagement du chœur de la cathédrale en 1699,.

### Postérité
De son union avec Constance, duchesse de Bretagne, Geoffroy II a trois enfants, Aliénor, Mathilde, et Arthur, fils posthume qui deviendra duc en 1196.
Le nouveau roi d’Angleterre, Richard Cœur de Lion, continue la politique paternelle de sujétion de la Bretagne et s’empare de la duchesse en 1196 à Carhaix. Une réaction des Bretons met son armée en déroute. C’est pourquoi Arthur de Bretagne est confié au roi de France, Philippe Auguste pour assurer sa sécurité. Aliénor, prisonnière de Jean sans Terre, meurt en 1241. Constance se marie en troisièmes noces avec Guy de Thouars et a Alix, qui succède à son demi-frère en 1203.

## Représentation dans la culture

### En littérature
Geoffroy II de Bretagne est l’un des personnages principaux de la pièce de James Goldman The Lion in Winter (en) (1966), où il est dépeint d’une façon proche du portrait qu’en fait Giraud de Barri, et du roman Devil’s Brood (2008) de Sharon Kay Penman (en). Il est aussi mentionné dans les tragédies The Troublesome Reign of King John (anonyme, v.1589), La Vie et la Mort du Roi Jean (1593-1596) de William Shakespeare et King John de Richard Valpy, le poème Le petit Arthur de Bretagne à la tour de Rouen (1822) de Marceline Desbordes-Valmore, le drame Arthur de Bretagne (1885) de Louis Tiercelin et les romans Lionheart (2011) et A King’s Ransom (2014) de Sharon Kay Penman (en), ainsi que dans le deuxième volume de la trilogie Le Château des Poulfenc (2009) de Brigitte Coppin.

### À l’écran
Geoffroy est interprété par John Castle dans le film Le Lion en hiver (1968), adapté de la pièce de James Goldman, et par John Light dans le remake télévisé (2003). Geoffroy a aussi été interprété par Austin Somervell (Geoffroy enfant) et Martin Neil (Geoffroy adulte) dans la série télévisée dramatique de la BBC The Devil's Crown (1978).